# Bolko III. (Oppeln)
Bolko III. von Oppeln, auch Boleslaus III. von Oppeln, Boleslaw III. von Oppeln, polnisch Bolko III Opolski, tschechisch Boleslav III. Opolský, (* um 1330; † 21. Oktober 1382) war 1356–1382 Herzog von Oppeln, das seit 1327 ein Lehen der Krone Böhmen war. Zudem war er in der Nachfolge des Herzogs Albert 1366/75–1382 Herzog des Oppelner Teilherzogtums Strehlitz.

## Herkunft und Familie
Bolko entstammte dem Oppelner Zweig der Schlesischen Piasten. Seine Eltern waren Bolko II. von Oppeln und Elisabeth, Tochter des Schweidnitzer Herzogs Bernhard II. Seiner Ehe mit Anna († 1378), die er zwischen 1355 und 1360 heiratete und deren Herkunft nicht bekannt ist, entstammten die Kinder
1. Johann I. von Oppeln  († 1421), Bischof von Posen, Leslau, Gnesen, Cammin und Kulm
2. Bolko IV. von Oppeln († 1437)
3. Heinrich von Oppeln (1374–1394)
4. Bernhard von Falkenberg und Strehlitz († 1455)
5. Anna († 1455), Äbtissin von Trebnitz.

## Leben
Nach dem Tod ihres Vaters Bolko II. von Oppeln 1356 regierten Bolko III. und sein älterer Bruder Wladislaus II. das Herzogtum Oppeln zunächst gemeinsam. Da Ladislaus schon bald eine bedeutende Stellung am ungarischen Hof erlangte, lag die Verantwortung für das Herzogtum Oppeln überwiegend bei Bolko III., der sich häufig am Prager Hof aufhielt, bereits 1355 an der Krönung Karls IV. zum Römisch-deutschen Kaiser in Rom teilnahm und ihn 1365 nach Avignon begleitete. 1366 oder später übernahm er nach dem Tod seines Onkels Albert von Strehlitz dessen Herzogtum.
Wegen der Pfandschaften Kreuzburg und Pitschen, die ihnen ihr Onkel Bolko II. von Schweidnitz 1368 testamentarisch vermachte, gerieten Bolko und sein Bruder Ladislaus in kriegerische Auseinandersetzungen mit dem Liegnitzer Herzog Ludwig I., der den Streit schließlich mit der Zahlung einer Pfandsumme beilegte. Zudem wurden den Oppelner Brüdern aus dem Erbe Bolkos II. von Schweidnitz von Kaiser Karl IV. 10.000 Mark als Abgeltung der Erbansprüche ihrer Mutter Elisabeth von Schweidnitz zugestanden. Der Betrag sollte jedoch erst nach dem Tod von Bolkos Witwe Agnes ausbezahlt werden, der eine lebenslange Nutznießung eingeräumt wurde. Da Herzogin Agnes Bolko überlebte, ging der Anspruch an seine Söhne Johann I., Bolko IV. und Bernhard über.
Bolko III. von Oppeln starb 1382. Sein Leichnam wurde in der St.-Anna-Kapelle im Oppelner Franziskanerkloster beigesetzt. Da Bolkos Bruder Wladislaus nur Töchter hatte, wurde die Linie der Oppelner Piasten nur von den Söhnen Bolkos III. fortgesetzt. Sie führten wegen des nicht ausgezahlten Erbteils ihrer Mutter ab 1390 mit der Stadt Breslau die Oppelner Fehde.